# Mirosław Wola

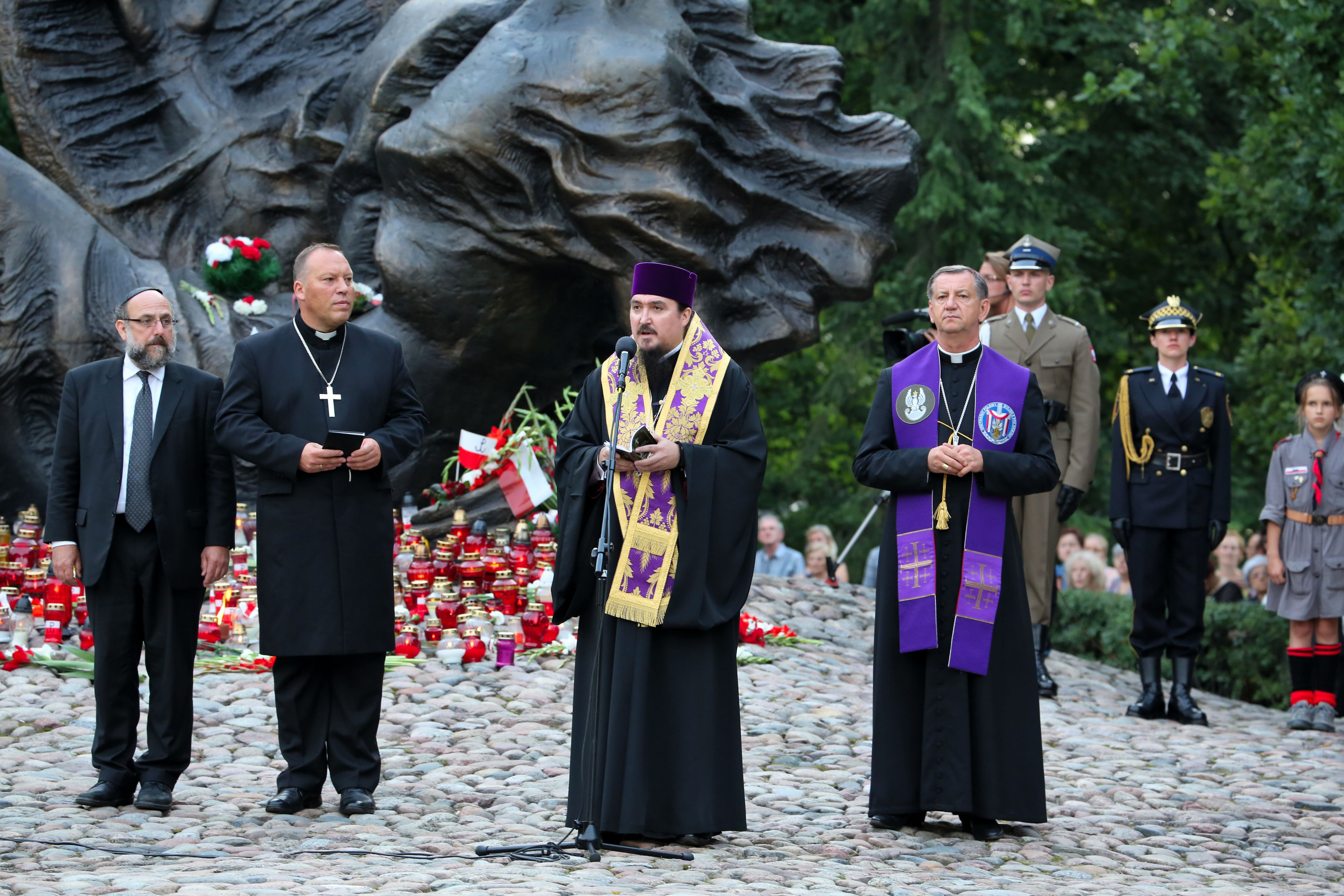
Rabin Michael Schudrich, bp Mirosław Wola, bp Jerzy Pańkowski oraz bp Józef Guzdek oraz podczas obchodów 70. rocznicy wybuchu powstania warszawskiego pod pomnikiem Polegli Niepokonani w Warszawie (2014)

Mirosław Wola (ur. 26 lutego 1967 w Sosnowcu) – polski duchowny luterański, Naczelny Kapelan Ewangelickiego Duszpasterstwa Wojskowego – Ewangelicki Biskup Wojskowy w latach 2010–2020.

## Życiorys
Rodzinnie związany z parafią ewangelicko-augsburską w Mysłowicach. Ukończył 5-letnie Technikum Maszyn Górniczych, po maturze podjął pracę w kopalni węgla kamiennego w Mysłowicach. Po 4 latach zrezygnował z tej pracy i rozpoczął studia teologiczne w Chrześcijańskiej Akademii Teologicznej w Warszawie. Po ukończeniu studiów został skierowany na praktykę w parafii w Wiśle Czarnym, później w Goleszowie, a od 1998 w Gorzowie Wielkopolskim.
14 listopada 1999 został ordynowany w Cieszynie na duchownego Kościoła Ewangelicko-Augsburskiego. Po ordynacji kontynuował służbę jako wikariusz w parafii gorzowskiej, od 2003 jako proboszcz administrator. Od 1998 pełnił również funkcję kapelana szpitalnego. Od 1999 był kapelanem wojskowym Śląskiego Okręgu Wojskowego na terenie 11. Lubuskiej Dywizji Pancernej. Jest członkiem Förderkreis Oekumenisches Europa-Centrum Frankfurt (Oder) e.V we Frankfurcie nad Odrą.
18 marca 2010 został wybrany ewangelickim biskupem wojskowym – naczelnym kapelanem Ewangelickiego Duszpasterstwa Wojskowego. Obowiązki objął 12 kwietnia 2010, a 19 czerwca 2010 został konsekrowany w kościele Świętej Trójcy w Warszawie przez Biskupa Kościoła Jerzego Samca w asyście bp. Rudolfa Bażanowskiego i bp. Ryszarda Bogusza.
W 2020 w związku z upływającą kadencją Ewangelickiego Biskupa Wojskowego przeprowadzono wybory, w których bp Mirosław Wola był jednym z dwóch kandydatów. Nowym Ewangelickim Biskupem Wojskowym wybrano ks. Marcina Makulę.

## Odznaczenia
- Brązowy Medal „Siły Zbrojne w Służbie Ojczyzny”
- Złoty Medal „Za zasługi dla obronności kraju”
- Medal 100-lecia ustanowienia SG WP
- Odznaka pamiątkowa WCEO
- Medal „Pro Bono Poloniae” – 2020[4]
- Medal XXXV-lecia Związku Żołnierzy Wojska Polskiego